# Giuseppe Besozzi
Giuseppe Besozzi, conte (Milano, 6 giugno 1837 – Milano, 4 giugno 1907), è stato un militare e politico italiano.

## Biografia
(Dal discorso di congedo di Giuseppe Besozzi nel giorno del suo collocamento a riposo.)
Ammesso in Accademia nel 1852, Sottotenente nel 17º Reggimento di Fanteria nel 1856, partecipò alla Seconda Guerra d'Indipendenza e il 24 giugno 1859 fu gravemente ferito al collo e alla spalla sinistra durante la Battaglia di San Martino; per il suo comportamento fu nominato Cavaliere nell'Ordine Militare di Savoia. Nel 1861, promosso Capitano, fu destinato alla repressione del brigantaggio nel Meridione e nel 1862 fu decorato della Medaglia d'Argento al Valor Militare per l'annientamento della banda guidata da Giuseppe Romeo (dicembre 1861). Nel 1879 fu promosso Colonnello, comandando il 75º Reggimento di Fanteria. Nel 1885, incaricato del grado superiore, comandò la Brigata Reggio (Reggimenti 45° e 46°); promosso Maggiore Generale nel 1887, continuò in detto incarico sino al 1891. Nel dicembre 1891 fu promosso Tenente Generale e destinato al Comando della Divisione Militare Territoriale  di Cuneo, che mantenne sino al settembre 1897. Nel 1897 assunse il comando del I Corpo d'Armata e quindi, nel 1901, quello del IX Corpo d'Armata. Insignito l'8 giugno 1905 motu proprio del Re del titolo di Conte (personale), il 16 successivo fu collocato in posizione ausiliaria per raggiunti limiti di età..